# The Retreat

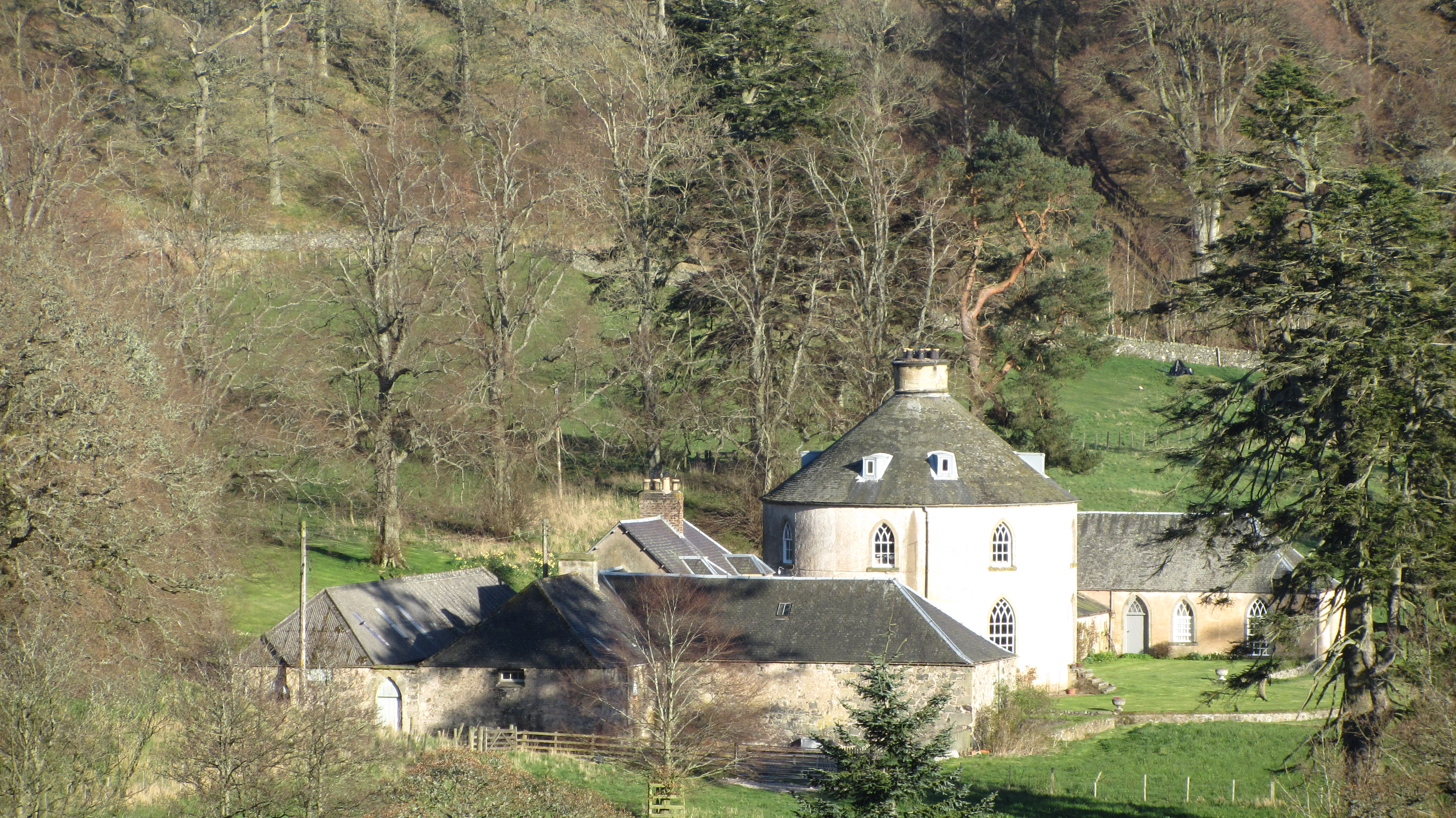
The Retreat

The Retreat ist ein Jagdschloss nahe der schottischen Ortschaft Preston in der Council Area Scottish Borders. 1971 wurde das Bauwerk in die schottischen Denkmallisten in der höchsten Denkmalkategorie A aufgenommen.

## Geschichte
Das Schloss wurde vermutlich um 1780 für Francis Wemyss Charteris, 7. Earl of Wemyss erbaut. Es diente vornehmlich als Jagdschloss, wurde jedoch auch zeitweise als Landsitz genutzt. Im Laufe der Jahrhunderte wurde The Retreat mehrfach modernisiert, wobei auch die ehemalige Symmetrie der Anlage verloren ging.

## Beschreibung
The Retreat liegt isoliert am linken Ufer des Whiteadder Waters rund vier Kilometer nordwestlich von Preston. Das Herzstück von The Retreat bildet ein rundes, im neogotischen Stil gestaltetes Gebäude. Die Spitzbogenfenster mit Sandsteineinfassungen des zweistöckigen Gebäudes sind auf acht Achsen angeordnet. Das zweiflüglige Eingangsportal an der Nordostseite schließt mit einem Kämpferfenster im Tudorbogen. Die Fassaden sind mit Harl verputzt. An der Südostseite wurde ein einstöckiger Anbau hinzugefügt, welcher das Hauptgebäude mit einem ehemals freistehenden Außengebäude verbindet. Dieses weist einen T-förmigen Grundriss auf und ist teilweise mit spitzbögigen Fenstern gestaltet. Das freistehende Gebäude an der Nordwestseite ist weitgehend identisch gestaltet. Mit Ausnahme eines wellblechgedeckten Flügels des nordwestlichen Gebäudes sind die abschließenden Walmdächer, beziehungsweise das Kegeldach des Hauptgebäudes, mit Schiefer eingedeckt.